# Verdienter Chemiearbeiter der Deutschen Demokratischen Republik
Verdienter Chemiearbeiter der Deutschen Demokratischen Republik war eine staatliche Auszeichnung  der Deutschen Demokratischen Republik (DDR), welche in Form eines Ehrentitels mit Urkunde und einer tragbaren Medaille verliehen wurde.

## Beschreibung
Gestiftet wurde der Ehrentitel am 30. Januar 1975 und konnte verliehen werden für hervorragende Leistungen in der chemischen Industrie. Speziell hier für besondere Verdienste, Initiativen, Rationalisierung, Intensivierung und für langjährige vorbildliche Einsatzbereitschaft. Die Verleihungshöchstzahl war auf nur 45 Träger jährlich begrenzt.

## Medaille zum Ehrentitel

### Aussehen
Die vergoldete Medaille mit einem Durchmesser von 30 mm zeigt auf ihren Avers die stilisierte Darstellung eines vom Betrachter aus gesehen rechts blickenden Kopfes eines Chemiearbeiters, neben diesen eine Chemieanlage. Darunter die zweizeilige Inschrift: VERDIENTER / CHEMIEARBEITER. Unter dem Schriftzug ist ein viertelkreisförmiger Lorbeerzweig zu sehen. Alle genannten Abbildungen sind erhaben geprägt. Das Revers der Medaille zeigt das Staatswappen der DDR.

### Trageweise
Getragen wurde die Medaille an einer pentagonalen Spange an der linken oberen Brustseite die die Grundfarbe gelb aufweist. In dem Band sind zwei 3 mm breite blassrote Seitenstreifen eingewebt die 3 mm von den Rändern entfernt stehen.